# Telaga Dalam
Telaga Dalam is een bestuurslaag in het regentschap Bengkulu Selatan van de provincie Bengkulu, Indonesië. Telaga Dalam telt 501 inwoners (volkstelling 2010).